# Derek Livingston
Derek Livingston (* 5. Januar 1991 in Scarborough) ist ein kanadischer Snowboarder. Er startet in der Disziplinen Halfpipe und Slopestyle.

## Werdegang
Livingston' startete im Februar 2009 in Cypress erstmals im Weltcup und belegte dabei den 27. Platz in der Halfpipe. Im folgenden Jahr kam er bei den Juniorenweltmeisterschaften in Cardrona auf den 22. Platz im Slopestyle und auf den zehnten Rang in der Halfpipe. Bei den Snowboard-Weltmeisterschaften 2011 in La Molina errang er den 31. Platz in der Halfpipe und bei den Snowboard-Juniorenweltmeisterschaften 2011 in Chiesa in Valmalenco den 15. Platz im Slopestyle und den 13. Rang in der Halfpipe. Ende Februar 2011 erreichte er in Calgary mit dem sechsten Platz im Slopestyle seine erste Top-Zehn-Platzierung im Weltcup. Im März 2012 wurde er kanadischer Meister in der Halfpipe. Bei den Snowboard-Weltmeisterschaften 2013 in Stoneham belegte er den 51. Platz in der Halfpipe und im folgenden Jahr bei seiner ersten Olympiateilnahme in Sotschi den 19. Platz. Im März 2014 siegte er beim Snowcrown Ski and Snowboard Festival in Blue Mountain in der Halfpipe. In der Saison 2014/15 erreichte er im Weltcup mit dem Plätzen 13 und 12, den 12. Platz im Halfpipeweltcup. Beim Saisonhöhepunkt, den Snowboard-Weltmeisterschaften 2015 am Kreischberg fuhr er auf den 25. Platz in der Halfpipe. Ende Februar 2016 wurde er bei den X-Games Oslo Neunter in der Halfpipe. Bei den Snowboard-Weltmeisterschaften 2017 in Sierra Nevada kam er auf den 26. Platz und bei den Olympischen Winterspielen 2018 in Pyeongchang auf den 17. Rang in der Halfpipe. In den Jahren 2016 und 2017 wurde er kanadischer Meister in der Halfpipe. In der Saison 2018/19 erreichte er mit dritten Plätzen in Calgary und in Mammoth seine ersten Podestplatzierungen im Weltcup und zum Saisonende den 26. Platz im Freestyle-Weltcup und den neunten Rang im Halfpipe-Weltcup. Beim Saisonhöhepunkt, den Snowboard-Weltmeisterschaften 2019 in Park City, belegte er den siebten Platz in der Halfpipe. Bei den Winter-X-Games 2020 in Aspen errang er den 12. Platz und bei den Snowboard-Weltmeisterschaften 2021 den zehnten Platz.